# Vol. 2… Hard Knock Life
Vol. 2… Hard Knock Life (englisch für etwa: knallhartes Leben) ist das dritte Studioalbum des US-amerikanischen Rappers Jay-Z. Es erschien am 28. September 1998 über die Labels Roc-A-Fella und Def Jam.

## Produktion und Samples
An der Produktion des Albums waren viele verschiedene Musikproduzenten beteiligt. Swizz Beatz steuerte die Instrumentals zu drei Songs bei, während Timbaland zwei Stücke produzierte. Weitere Produktionen stammen von DJ Premier, The 45 King, Stevie J., J-Runnah, Irv Gotti und Lil Rob, Erick Sermon, Darold Trotter und Rockwilder, Kid Capri, Damon Dash und Mahogany Music sowie Jermaine Dupri.
Sieben Lieder enthalten Samples von Songs anderer Künstler. So sampelt Reservoir Dogs die Tracks Theme from Shaft von Isaac Hayes, 24 Carat Black (Theme) von 24 Carat Black und Know How von Young MC. Intro - Hand It Down enthält Elemente des Stücks Are You Man Enough von The Four Tops, während Hard Knock Life (Ghetto Anthem) den Titel It’s the Hard Knock Life aus dem Musical Annie sampelt. Weitere Samples sind in A Week Ago (Ballad for the Fallen Soldier von The Isley Brothers), It’s Like That (Beggar’s Song von Wet Willie), It’s Alright (The Hall of Mirrors von Kraftwerk und Once in a Lifetime von Talking Heads) sowie Money Ain’t a Thang (Weak at the Knees von Steve Arrington) enthalten.

## Covergestaltung
Das Albumcover zeigt Jay-Z, der den Betrachter anblickt und neben einem schwarzen Auto steht, auf dessen Motorhaube er seine Hand legt. Der Hintergrund ist in Weiß gehalten und oben links im Bild stehen die schwarzen Schriftzüge Jay-Z und Vol. 2… Hard Knock Life.

## Gastbeiträge
Auf zwölf der 14 Titel des Albums sind neben Jay-Z andere Künstler zu hören. So hat der Rapper Memphis Bleek drei Gastauftritte und die Rapperin Amil ist an zwei Liedern beteiligt. Je ein Gastbeitrag stammt von den Rappern DMX, Ja Rule, Too Short, Beanie Sigel, Jermaine Dupri, Kid Capri, Big Jaz und Sauce Money. Außerdem sind die Rapperin Foxy Brown, die Hip-Hop-Gruppe The LOX, das Rap-Duo Da Ranjahz sowie die Sängerin Liz Leite auf je einem Song vertreten.

## Titelliste
| #      | Titel                                 | Gastbeiträge                          | Produzent                                | Länge |
| ------ | ------------------------------------- | ------------------------------------- | ---------------------------------------- | ----- |
| 1      | Intro - Hand It Down                  | Memphis Bleek                         | DJ Premier                               | 2:56  |
| 2      | Hard Knock Life (Ghetto Anthem)       |                                       | The 45 King                              | 3:58  |
| 3      | If I Should Die                       | Da Ranjahz                            | Swizz Beatz                              | 4:55  |
| 4      | Ride or Die                           |                                       | Stevie J. for The Hitmen                 | 4:48  |
| 5      | Nigga What, Nigga Who (Originator 99) | Amil und Big Jaz                      | Timbaland                                | 3:53  |
| 6      | Money, Cash, Hoes                     | DMX                                   | Swizz Beatz                              | 4:46  |
| 7      | A Week Ago                            | Too Short                             | J-Runnah                                 | 5:00  |
| 8      | Coming of Age (Da Sequel)             | Memphis Bleek                         | Swizz Beatz                              | 4:21  |
| 9      | Can I Get A…                          | Amil und Ja Rule                      | Irv Gotti und Lil Rob                    | 5:09  |
| 10     | Paper Chase                           | Foxy Brown                            | Timbaland                                | 4:34  |
| 11     | Reservoir Dogs                        | The LOX, Beanie Sigel und Sauce Money | Erick Sermon, Darold Trotter, Rockwilder | 5:19  |
| 12     | It’s Like That                        | Kid Capri und Liz Leite               | Kid Capri                                | 3:45  |
| 13 (*) | It’s Alright                          | Memphis Bleek                         | Damon Dash und Mahogany Music            | 4:01  |
| 14 (*) | Money Ain’t a Thang                   | Jermaine Dupri                        | Jermaine Dupri                           | 4:13  |

(*) Bonussongs

## Preise
Bei den Grammy Awards 1999 erhielt Vol. 2… Hard Knock Life die Auszeichnung in der Kategorie Best Rap Album.

## Kommerzieller Erfolg

### Chartplatzierungen und Singles
Vol. 2… Hard Knock Life stieg am 11. Januar 1999 auf Platz 91 in die deutschen Albumcharts ein und erreichte vier Wochen später mit Rang 76 die Höchstposition. Insgesamt konnte es sich sieben Wochen in den Top 100 halten. In den USA erreichte das Album die Spitzenposition der Charts und konnte sich 69 Wochen in den Top 200 halten, davon fünf Wochen auf Rang 1.
Sechs Lieder des Albums wurden als Singles ausgekoppelt. Davon waren besonders die Songs Hard Knock Life (Ghetto Anthem) (DE #5) und Can I Get A… (DE #12) international erfolgreich. Die Titel Money Ain’t a Thang, It’s Alright und Nigga What, Nigga Who (Originators ’99) konnten sich nur in den US-Charts platzieren, während Money, Cash, Hoes die Charts ganz verfehlte.

### Auszeichnungen für Musikverkäufe
| Professionelle Bewertungen | Professionelle Bewertungen |
| -------------------------- | -------------------------- |
| Kritiken                   |                            |
| Quelle                     | Bewertung                  |
| Rolling Stone              | [ 4 ]                      |
| allmusic                   | [ 5 ]                      |
| RapReviews                 | [ 6 ]                      |

Vol. 2… Hard Knock Life verkaufte sich in den Vereinigten Staaten über sechs Millionen Mal und wurde demzufolge mit 6-fach Platin ausgezeichnet. Es gehört damit zu den kommerziell erfolgreichsten Rapalben in den USA und ist bis heute das meistverkaufte Album des Rappers. Im Vereinigten Königreich erhielt das Album 2023 für über 100.000 Verkäufe eine Goldene Schallplatte. Die weltweiten Verkaufszahlen belaufen sich auf rund 10,5 Millionen Einheiten.
| Land/Region                  | Auszeichnungen für Musikverkäufe (Land/Region, Auszeichnung, Verkäufe) | Verkäufe  |
| ---------------------------- | ---------------------------------------------------------------------- | --------- |
| Kanada (MC)                  | Platin                                                                 | 100.000   |
| Vereinigte Staaten (RIAA)    | 6× Platin                                                              | 6.000.000 |
| Vereinigtes Königreich (BPI) | Gold                                                                   | 100.000   |
| Insgesamt                    | 1× Gold · 7× Platin ·                                                  | 6.200.000 |

Hauptartikel: Jay-Z/Auszeichnungen für Musikverkäufe